# Misopates
Misopates Raf., 1840 è un genere di piante erbacee o arbustive della famiglia delle Plantaginacee.

## Etimologia
Il nome del genere deriva dal latino botanico e vuole significare "riluttante-aperto". Altre etimologie fanno derivare il termine direttamente dl greco misos ( = odio) e patein (= calpestare), ossia "calpestare questa pianta rovinerebbe la sua bellezza".
Il nome scientifico del genere è stato definito dal biologo e archeologo statunitense, di origine franco-tedesca Constantine Samuel Rafinesque-Schmaltz (Galata, 22 ottobre 1783 – Filadelfia, 18 settembre 1840) nella pubblicazione "Autikon botanikon. Icones plantarum select. nov. vel rariorum, plerumque americana, interdum african. europ. asiat. oceanic. - Pag 158. 1840" del 1840.

## Descrizione

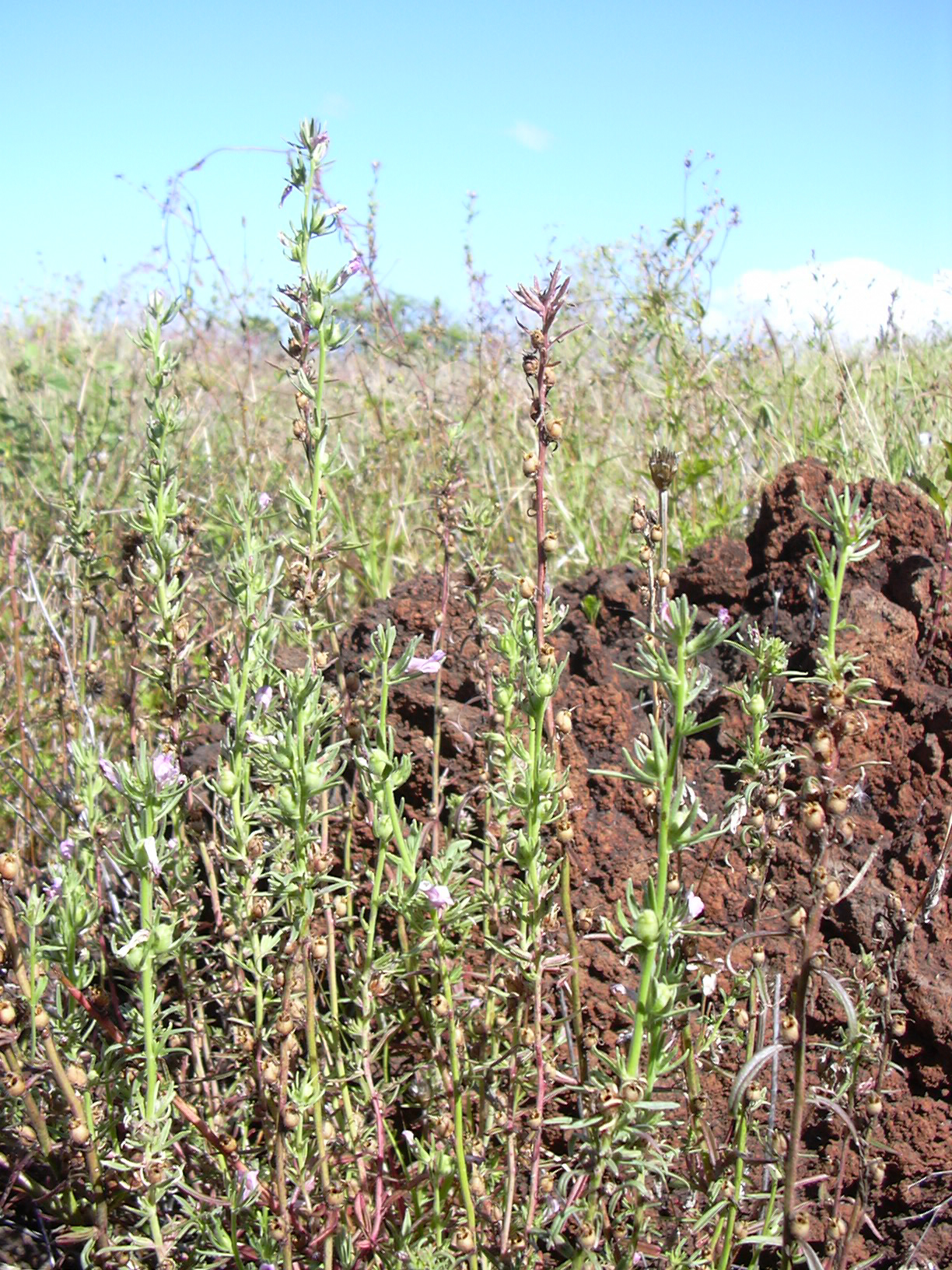
Il portamento
Misopates orontium

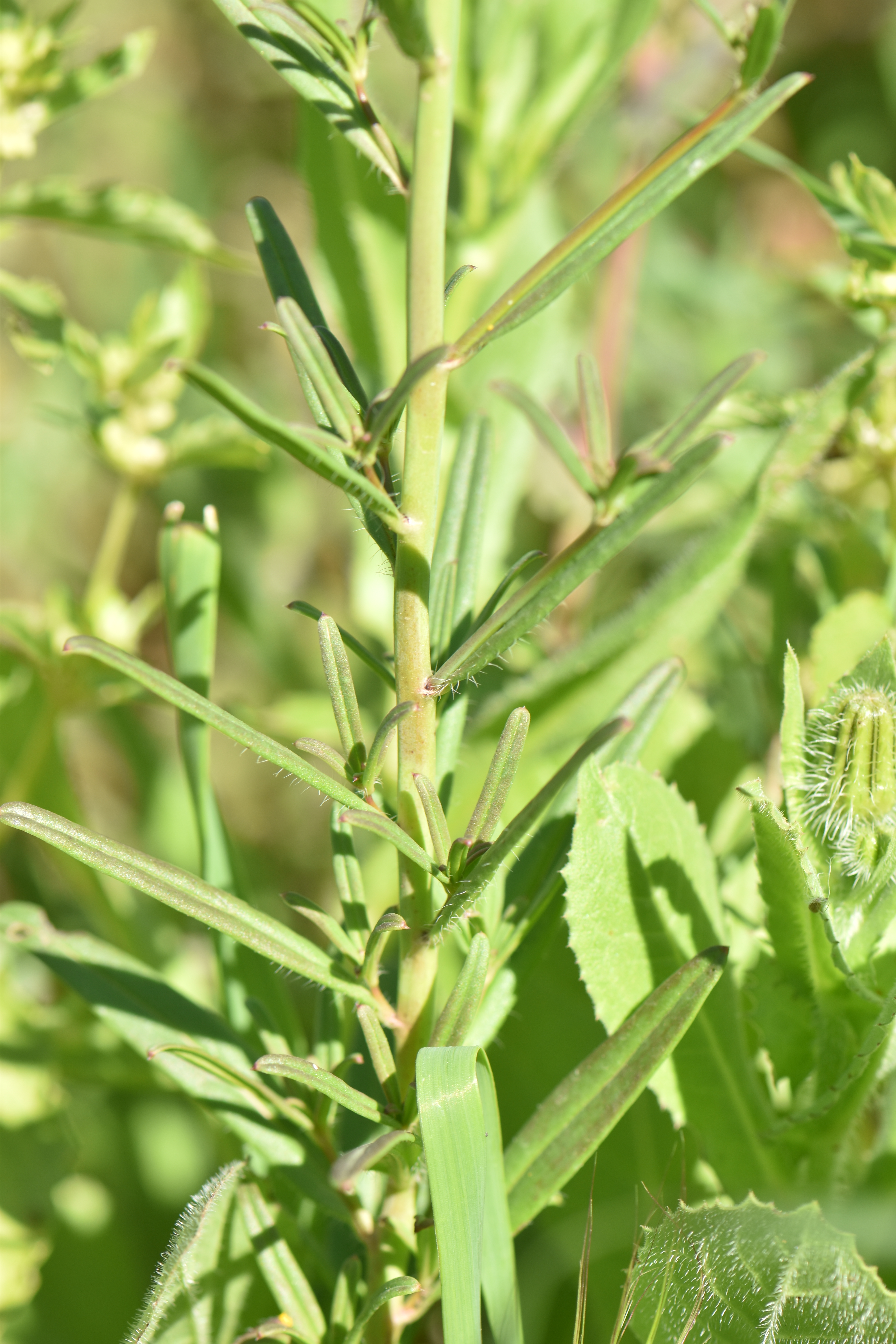
Le foglie
Misopates calycinum

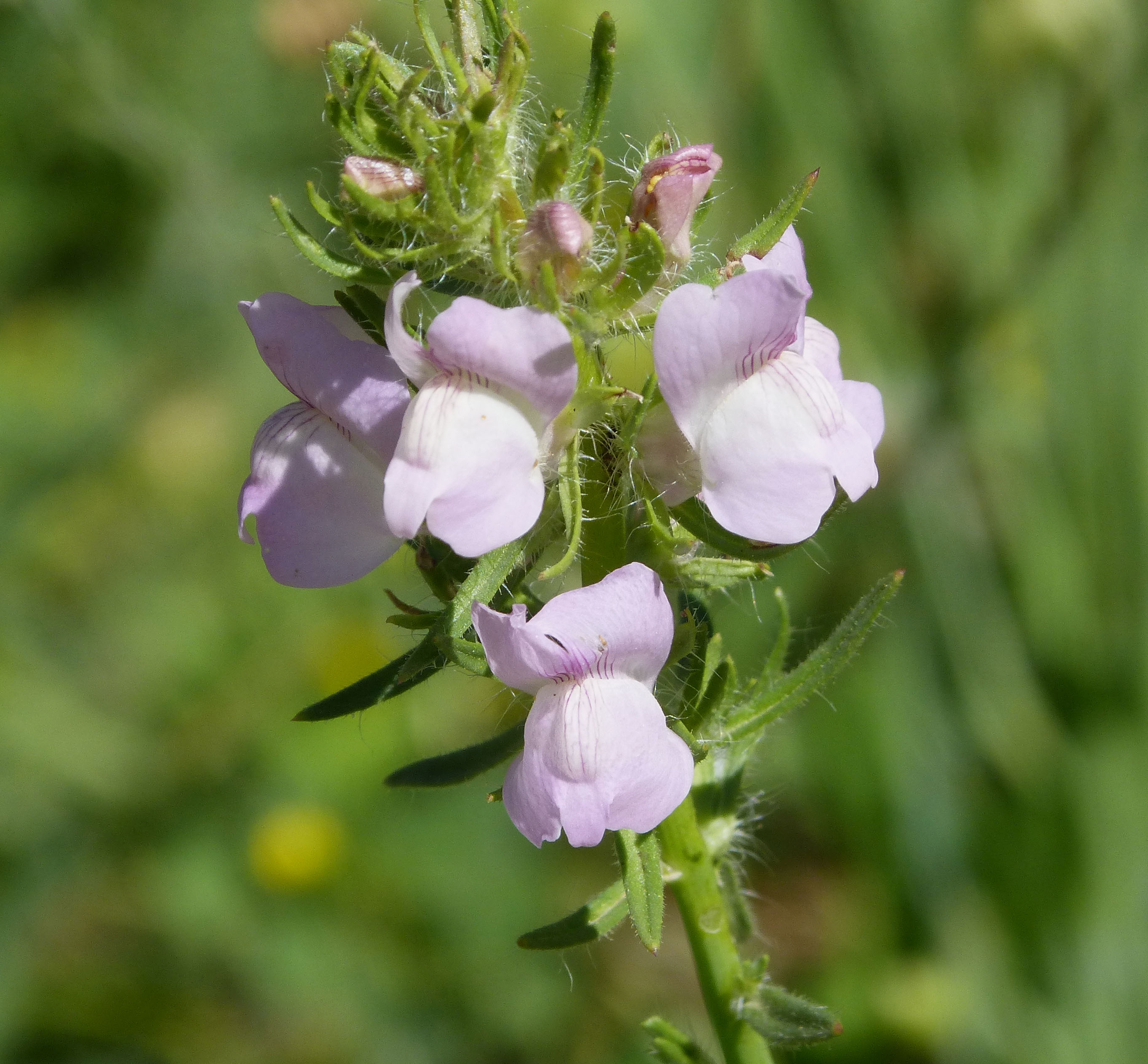
Infiorescenza
Misopates orontium

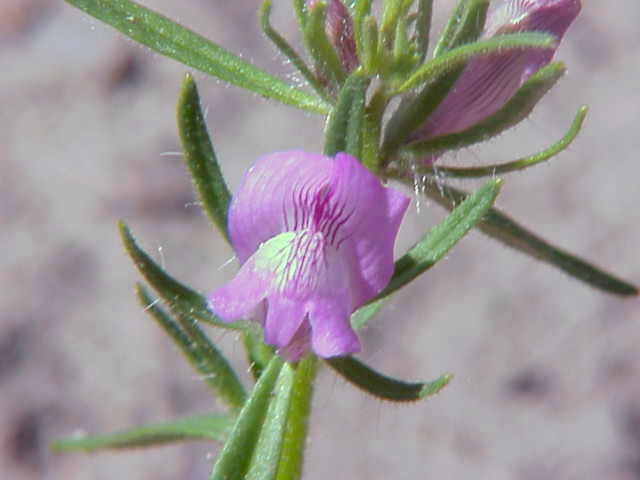
I fiori
Misopates orontium

Queste piante arrivano ad una altezza massima di 1 metro. La forma biologica prevalente è terofita scaposa (T scap), ossia in generale sono piante erbacee che differiscono dalle altre forme biologiche poiché, essendo annuali, superano la stagione avversa sotto forma di seme e sono munite di asse fiorale eretto e spesso privo di foglie.

### Radici
Le radici sono fittonanti.

### Fusto
La parte aerea del fusto è eretta, ascendente e ramosa. La superficie può essere pelosa (ghiandolare-pubescente) oppure glabra.

### Foglie
Le foglie disposte in modo opposto alla base e alternato sopra, hanno delle lamine lineari-lanceolate con apice ottuso e margini interi. le foglie superiori sono strettamente lineari. Le foglie possono essere da sessili a brevemente picciolate. 

### Infiorescenza
Le infiorescenze sono formate da racemi allungati. I fiori sono subsessili e distanziati.

### Fiore
- I fiori sono ermafroditi, zigomorfi e tetraciclici (ossia formati da 4 verticilli: calice– corolla – androceo – gineceo) e tetrameri (i verticilli del perianzio hanno 4 elementi).
- Formula fiorale:

X o * K (4-5), [C (4) o (2+3), A 2+2 o 2], G (2), capsula.
- Il calice, attinomorfo e gamosepalo, è completamente diviso in cinque lacinie lineari, più o meno della stessa lunghezza (il lobo adassiale può essere più lungo). Alla base sono ispide.
- La corolla, gamopetala e zigomorfa, ha delle forme tubolari cilindriche ed è del tipo bilabiato. La base del tubo è rigonfio abassialmente ma privo dello sperone. Le fauci della corolla sono completamente chiuse da un rigonfiamento del labbro superiore (corolla personata con palato occluso). Il colore della corolla è roseo, violaceo o bianco con striature rosso-violacee.
- L'androceo è formato da 4 stami didinami tutti fertili. Può essere presente un quinto stame di tipo staminoide. I filamenti sono adnati alla base della corolla e sono inclusi o poco sporgenti. Le antere sono formate da due teche distinte e divaricate. La deiscenza è longitudinale attraverso due fessure. I granuli pollinici sono tricolpoporati.
- Il gineceo è bicarpellare (sincarpico - formato dall'unione di due carpelli connati). L'ovario è supero con placentazione assile (le placente sono grandi) e forme da ovoidi a suborbicolari. I loculi possono essere ineguali. Gli ovuli per loculo sono numerosi, hanno un solo tegumento e sono tenuinucellati (con la nocella, stadio primordiale dell'ovulo, ridotta a poche cellule).[10] Lo stilo inserito all'apice dell'ovario ha uno stigma bifido. Di norma è presente un disco nettarifero.

### Frutti
I frutti sono delle capsule ovoidi gozzute. I semi sono numerosi con teste reticolate-alveolate o crestate. Sono presenti delle strette ali.

## Biologia
Le specie di questo raggruppamento si riproducono per impollinazione tramite insetti quali imenotteri, lepidotteri o ditteri (impollinazione entomogama) ovvero tramite il vento (impollinazione anemogama)..
La dispersione dei semi avviene inizialmente a causa del vento (dispersione anemocora); una volta caduti a terra sono dispersi soprattutto da insetti tipo formiche (mirmecoria).

## Distribuzione e habitat
La distribuzione delle specie di questo genere è relativa all'areale compreso dal Mediterraneo all'India.
Solamente una specie di questo genere presente sul territorio italiano si trovano anche sulle Alpi. Qui di seguito sono elencati alcuni dati relativi all'habitat, al substrato e alla distribuzione di questa specie:.
Comunità vegetale: comunità delle terofitiche pioniere nitrofile.
Piani vegetazionali: collinare e montano.
Substrato: siliceo.
Livello pH: acido.
Livello trofico: basso.
Umidità ambientale: media.
Habitat: campi, colture, incolti, ambienti ruderali e scarpate.
Zona alpina: più o meno tutto l'arco alpino.

## Tassonomia
La famiglia Plantaginaceae comprende 12 tribù, 105 generi e oltre 1 800 specie. Il genere Misopates appartiene alla tribù Antirrhineae.
Il numero cromosomico delle specie del genere è: 2n = 16.

### Specie
Il genere comprende le seguenti specie:
- Misopates calycinum (Lange) Rothm.
- Misopates chrysothales (Font Quer) Rothm.
- Misopates font-queri (Emb.) Ibn Tattou
- Misopates marraicum D.A.Sutton
- Misopates microcarpum (Pomel) D.A.Sutton
- Misopates oranense (Faure) D.A.Sutton
- Misopates orontium (L.) Raf.
- Misopates salvagense D.A.Sutton

### Specie della flora italiana
Due sono le specie di questo genere presenti sul territorio italiano:
- Misopates calycinum (Lange) Rothm., 1956 - Gallinetta calicina: le lacinie del calice sono più brevi della corolla (18 - 22 mm); l'altezza massima è di 8 dm; il ciclo biologico è annuo; la forma biologica è terofita scaposa (T scap); il tipo corologico è Ovest Mediterraneo; l'habitat tipico sono i campi, gli incolti aridi e le vigne; la distribuzione sul territorio italiano è relativa al Sud (è una specie rara) fino ad una altitudine di 1.000 m s.l.m..

- Misopates orontium (L.) Raf., 1956 - Gallinetta comune: le lacinie del calice superano la corolla (10 - 17 mm); l'altezza massima è di 8 dm; il ciclo biologico è annuo; la forma biologica è terofita scaposa (T scap); il tipo corologico è Euri-Mediterraneo; l'habitat tipico sono i campi, gli incolti aridi e le vigne (su substrato siliceo); sul territorio italiano è presente ovunque (è una specie comune) fino ad una altitudine di 1.000 m s.l.m..

### Filogenesi
Il genere Misopates fino a poco tempo fa era incluso nella famiglia Veronicaceae o Scrophulariaceae a seconda dei vari Autori. La moderna classificazione APG lo collaca fra le Plantaginacee.
Da un punto di vista filogenetico all'interno della tribù Antirrhineae, Misopates occupa una posizione abbastanza centrale. La tribù Antirrhineae è divisa in 6 "gruppi" o cladi; il genere di questa voce è descritto all'interno del gruppo Antirrhinum insieme ai generi Antirrhinum, Acanthorrhinum, Howeliella, Neogarrhinum, Sairocarpus, Mohavea, Galvezia. In questo gruppo Misopates è in posizione "basale" e forma un "gruppo fratello" con il genere Acanthorrhinum.